# دومينيك هيرنانديز
دومينيك هيرنانديز (بالفرنسية: Dominique Hernandez)‏ هو منافس ألعاب قوى فرنسي، ولد في 1 أغسطس 1960 في تولوز في فرنسا.

## وصلات خارجية
- دومينيك هيرنانديز على موقع الاتحاد الدولي لألعاب القوى (الإنجليزية)
- دومينيك هيرنانديز على موقع الاتحاد الفرنسي لألعاب القوى (الفرنسية)